# Гузик, Ян Феликсович
Ян Фе́ликсович Гу́зик (род. 1876 — умер 1928) — российский медиум-спиритуалист.

## Биография
Ян (Янек) Гузик родился под Краковом в 1876 году, работал мастеровым Варшавской кожевенной фабрики. Рано проявил медиумические способности и в середине 1890-х годов участвовал в спиритических сеансах, устраиваемых на территории фабрики. Об этом узнал известный польский спиритуалист Витольд Августович Хлопицкий (умерший в 1912 году), который уже в 1896 году описал способности Гузика в своей книге. Хлопицкий принялъ большое участие участие в судьбе Гузика и, благодаря его наствничеству, за два года из Яна сформировался хороший медиум.
С 1895 года Хлопицкий начал присылать отчеты о сеансах Гузика в петербургский журнал «Ребус», а уже в 1896 году в журнале была опубликована большая подборка о его варшавских сеансах.
Петербургский медиумический кружок, основной целью которого были исследования физических явления медиумизма во время сеансов с профессиональными и любительскими медиумами, попытался пригласить Гузика в Петербург. Однако Хлопицкий, относящийся к делу очень серьёзно, попросил, чтобы сначала в Варшаву приехал один из руководителей кружка химик А. М. Бутлеров и на месте оценил способности Янека. Бутлеров съездил в Варшаву, и в результате в начале 1898 года Гузик впервые приехал в Петербургъ и за полтора месяца провёл множество удачных сеансов.
Какое-то время оба первые российские профессиональные публичные медиумы — Стефан Самборъ и Ян Гузик — находились в Петербурге одновременно. Спиритическая карьера Гузика, как показало будущее, получилась намного более продолжительной, чем у Самбора, умершего в 1902 году.
Уже в марте 1899 года Гузик снова давал сеансы в Петербургском кружке, а его медиумическая программа постоянно расширялась. Большой общественный резонанс вызвали его сеансы в издательстве «Гриф» в 1905 году, позиционировавшие его как «единственного профессионального медиума» в России и московские сеансы в электро- и водолечебнице доктора Н. В. Слетова, а также регулярные приглашения в императорские резиденции к царю и царице.
В 1901 году Русское общество экспериментальной психологии (РОЭП), руководимое в то время В. М. Бехтеревым, провело с Гузиком безрезультатные опыты и дало заключение, что никакого медиумизма не существует, а «явления» объясняются галлюцинаторной гипотезой, самовнушением и вероятным обманом со стороны медиума.
В 1905 году журнал «Ребус» дал описание и биографические данные Гузика: 

«Ян Феликсович Гузик, брюнет среднего роста и сложения: наклонность к нервности и малокровию — бледность лица и кожи и всегда влажные холодные руки; 29 лет отроду, женат с 23 лет, имеет троих детей и сверх того содержит сестру и престарелых родителей. Сдержан, робок, скромен, терпелив до non plus ultra [(лат.) — „дальше некуда“.], вынослив и скрытен <…> С детства живёт в Варшаве, где служит рабочим на кожевенной фабрике Пфейфер. Грамотен; по-русски пишет очень плохо, по-польски — довольно складно» [Ребус, 1905. — № 13. — С. 3.].
Высокопоставленная клиентура была прекрасной рекламой, и Гузик получал многочисленные приглашения на частные сеансы. Например, в 1902 году Янека пригласил в свой дом Рерих, где медиума ждали Грабарь, Дягилев, Бенуа и другие известные люди. С точки зрения спиритуалистов и поклонников Янек Гузик, дававший до 10 платных сеансов в неделю, поступал неблагоразумно — таким образом он не только истощал свою медиумическую силу, но также и провоцировал слухи о своей «корысти».
Длительную серию сеансов Гузик провёл в Санкт-Петербурге с 19 декабря 1909 года до 11 марта 1910 года. Его импресарио выступал Чеслав фон Чинский.
В 1911 году Гузика обвинили в непредумышленном убийстве во время очередного сеанса, но затем обвинение сняли: 

«Ян Гузик обвиняется в том, что тогда то и там то во-первых пользуясь легковерием слабоумных людей, уверенных в том, что можно было входить в непосредственные сношения с бестелесными духами, после того как были погашены огни, представил им ряд приготовленных или приспособленных видений, будто бы происходящих из загробного мира, то есть преступлении предусмотренном 935 ст. Уложения. Он тот же Гузик (во-вторых) обвиняется в том, что тогда и там то, без намерения совершить убийство, дозволил себе приспособить ряд видений, будто бы происходящих из загробного мира, причем одним из столов, приведенных им в состояние движения были учинены поручику Х. 2 удара, вызвавшие его смерть. Преступления эти предусмотрены 935 и 1466 ст. Улож».
Во время Первой мировой войны какое-то время находился в германском плену.